# Distrikt Chongos Bajo
Der Distrikt Chongos Bajo liegt in der Provinz Chupaca in der Region Junín in Zentral-Peru. Der Distrikt wurde am 5. Oktober 1854 gegründet. Er besitzt eine Fläche von 102 km². Beim Zensus 2017 wurden 4688 Einwohner gezählt. Im Jahr 1993 lag die Einwohnerzahl bei 4923, im Jahr 2007 bei 4409. Sitz der Distriktverwaltung ist die 3269 m hoch gelegene Kleinstadt Chongos Bajo mit 3866 Einwohnern (Stand 2017). Chongos Bajo befindet sich 8,3 km südlich der Provinzhauptstadt Chupaca.

## Geographische Lage
Der Distrikt Chongos Bajo befindet sich im Andenhochland im Südosten der Provinz Chupaca. Der Distrikt reicht im Nordosten bis an das Westufer des nach Süden strömenden Río Mantaro.
Der Distrikt Chongos Bajo grenzt im Westen an den Distrikt Yanacancha, im Nordwesten an den Distrikt San Juan de Iscos, im Nordosten an die Distrikte Tres de Diciembre und Huayucachi (Provinz Huancayo), im Osten an den Distrikt Chupuro (Provinz Huancayo) sowie im Süden an die Distrikte Colca und Chicche (beide in der Provinz Huancayo).

## Geboren im Distrikt Chongos Bajo
- Jaime Cerrón Palomino (1937–1990), peruanischer Philosoph
- Rodolfo Cerrón Palomino (* 1940), peruanischer Linguist